# Slatina (Negotin)
Slatina es un pueblo ubicado en la municipalidad de Negotin, en el distrito de Bor, Serbia.

## Superficie
Posee una superficie de 18,96 kilómetros cuadrados.

## Demografía
Hasta 2011 la población era de 437 habitantes, con una densidad de población de 23,05 habitantes por kilómetro cuadrado.